# سیارک ۷۷۹۴
سیارک ۷۷۹۴ (به انگلیسی: 7794 Sanvito، نامگذاری:1996AD4) هفت هزار و هفتصد و نود و چهارمین سیارک کشف شده‌است که در ۱۵ ژانویه ۱۹۹۶ کشف شد.
قدر مطلق سیارک برابر ۱۳٫۶۰ است.